# Aleuropleurocelus bidentatus
Aleuropleurocelus bidentatus es una especie de hemíptero de la familia Aleyrodidae, subfamilia de Aleyrodinae.
Fue descrita científicamente por primera vez por Oscar Ángel Sánchez Flores y Vicente Emilio Carapia Ruiz en 2018

## Etimología
El epíteto específico de Aleuropleurocelus bidentatus se refiere a la doble fila de dientes en el margen.

## Hospedero
Diospyros acapulcensis subsp. acapulcensis

## Distribución
Acapulco, Guerrero, México  